# Aedes perventor
Aedes perventor är en tvåvingeart som beskrevs av Nelson Leander Cerqueira och Costa 1946. Aedes perventor ingår i släktet Aedes och familjen stickmyggor. Inga underarter finns listade i Catalogue of Life.